# Firle
Firle (pronuncia /fɜːl/, nel dialetto locale Furrel /fʌɹəl/) è un villaggio e parrocchia civile del distretto di Lewes in East Sussex, Regno Unito. Il nome deriva dalla parola anglosassone fierol, cioè "cresciuto sotto una quercia". Anche se la divisione originale tra Firle ovest ed est rimane, East Firle è ora semplicemente limitata alle case di Heighton Street, che si trovano a est del Parco di Firle. West Firle è ora generalmente indicato solo come Firle, sebbene West resti il suo nome ufficiale. Il villaggio è a circa 9 km da Lewes.
Nel villaggio è compresa anche la tenuta di Tilton, già proprietà dell'economista John Maynard Keynes, nominato poi Barone Keynes di Tilton.